# 飛行戰艦
飛行戰艦是一種由人類所製造和生產出來做為戰爭工具的虛構兵器，是一種軍武的科學幻想（Science Fiction）下之產物，類似的相關稱呼有「空中戰艦」「空中要塞」「浮游戰艦」等，與飛行戰艦屬於同一種屬性類型的虛構兵器尚有「陸上戰艦」和「宇宙戰艦」。
在很多軍武科幻或奇幻類型的小說、輕小說、漫畫、動畫、電子遊戲中，皆會做為其兵器設定和機械設定的一環而登場，於虛構兵器中佔有一定程度的地位，一般來說，可以長時間離地飛行或利用各種方式來產生浮力而得以漂浮於空氣或大氣中，並且搭載有各式武裝可以發動攻擊的飛行船即稱為飛行戰艦的其中一種類型，如直接按字面上解釋，也可以說是一種能夠飛行於天空中且可以自由四處移動的戰艦。

## 由來

飛行戰艦同飛行船一樣需停於定點補給。出自《天空之城》

由於科學奇幻相關媒體作品中對於軍事武器相關幻想創作的日益普及，加上第一次世界大戰和第二次世界大戰以來部分的人們內心中對海軍艦艇的外型多樣化以及其歷史上各國有名的戰列艦之巨大艦體和搭載眾多強力武裝給人「海上之王」或「鋼鐵浮城」的無限想像，因此開始出現了並非航行在海上的正統戰艦之相關媒體創作，加上在固定翼飛機尚未普及的年代，搭乘飛行船和大型豪華郵輪旅遊是許多人心中的夢想，因此便開始出現了結合「飛行船」和「軍艦」的虛構科幻產物，即目前大眾所知悉的空中戰艦。
早期的科學奇幻相關作品中，所架構設計出來的空中戰艦都是以實際上可以搭乘或曾經存在過的飛行船將其武裝化來滿足作者的想像，隨著年代的推進，許多飛行戰艦的架構和外型早已脫離原先飛行船的框架，近年來許多科學奇幻作品中某些機翼的翼展和機身長度大到一定程度且搭載有眾多武裝或是砲台的固定翼飛機也被稱之為飛行戰艦，某些飛行戰艦的外型和海上航行的正規軍艦相同或僅存在些許差異，最大差別在其是否能夠離地或離海飛行或利用各種作用力來漂浮於空中，而一些能脫離大氣層飛行到宇宙範圍或可於星際間航行移動的飛行戰艦則被稱為「宇宙戰艦」。
而隨著世界各國海軍在二次大戰之後於艦隊中配置航空母艦的數量大幅上升，以及相關軍武科幻作品的持續推出之影響下，其飛行戰艦設計的類型產生了分支，一些被稱之為「飛行空母」或「空中母艦」的虛構兵器開始出現於各種軍武相關的科幻作品中，和飛行戰艦設計上的最大差異就是沒有搭載砲台等強力武裝，取而代之的是擁有供戰鬥機或攻擊機或直昇機起降的飛行甲板，某些飛行空母的空間大到甚至有航空機專屬的格納庫可以搭載一整群航空部隊，但總體而言，這類型的虛構兵器一樣被歸類在空中戰艦之中。

## 飛行戰艦的相關定義
由於在真實的歷史中，人類所製作出來最接近飛行戰艦功能的機械僅有德國的「齊柏林飛船」和前蘇聯所研發過的「裏海怪物」，且實際上這些機械並沒有被正式的稱之為飛行戰艦，故到目前為止仍然沒有任何學者專家或武器設計者為飛行戰艦作出明確的相關定義。
其中一個原因是很多科幻的宇宙戰艦是可以在大氣層中飛行，實際上不需要專用的飛行戰艦，如白色基地號最經典。
而於各種虛構的軍武或科幻媒體作品中所出現的飛行戰艦其定義非常之廣泛，依作品的機械設定可以從艦體外型、動力方式、搭載武裝類型等大分類來作為區分。
以下依據過去所出現的相關科幻作品中飛行戰艦的「機械設定」來大略區分：
（依艦體外型）
- 飛船型：最常見的飛行戰艦設計，基本上就是以齊柏林飛船為原型，然後將外型（船體寬度／長度）予以「放大」和「武裝化」，代表的作品之一為天空之城拉普達中的「歌利亞號」。
- 軍艦型：同真實的海軍艦艇有艦橋、桅杆、煙囪和船錨，但設計者在外型上通常偏愛「第二次世界大戰」或「第一次世界大戰」時期的軍艦外型，特點是武裝通常只會配置於艦體上半部。
- 飛機型：基本上就是所有尺寸都被放大的軍用固定翼飛機，通常以機翼的厚度大到能在裡面裝設走道供乘員行走以及搭載有至少六具以上的引擎為常見設計。

（依動力方式）
- 螺旋槳動力：由於受到宮崎駿等多位大師之奇幻天空冒險作品之影響，是最多機械設定中飛行戰艦必採用的動力來源和移動方式，一樣以「歌利亞號」為代表作品之一。
- 渦輪噴射：設計數量上僅次於螺旋槳的飛行戰艦動力和移動來源，由其以軍艦型的飛行戰艦採用最多，因其組合在一起後的對比感十分強烈，更可以帶給觀賞者科幻的感覺。
- 反重力裝置：於最近幾年的軍武科幻作品中開始被採用的方式，特徵是飛行戰艦的動力系統安裝於機體內，而不會顯現於外型上。

而武裝部分，受到過去各國海軍大艦巨砲主義的影響，大部分作品所登場的飛行戰艦在機械設定中，其武裝一定有可以轉動的大型多連裝砲塔，且通常為主要武裝，然後於艦身其他部分裝置小型砲塔，如同真實世界的戰艦外型一般，少部分的飛行戰艦採用比較先進的飛彈發射器或方陣快砲，而某些特定作品中的飛行戰艦則直接以自己的艦身當作武器撞向敵人。

## 真實存在的飛行戰艦
- 裏海怪物

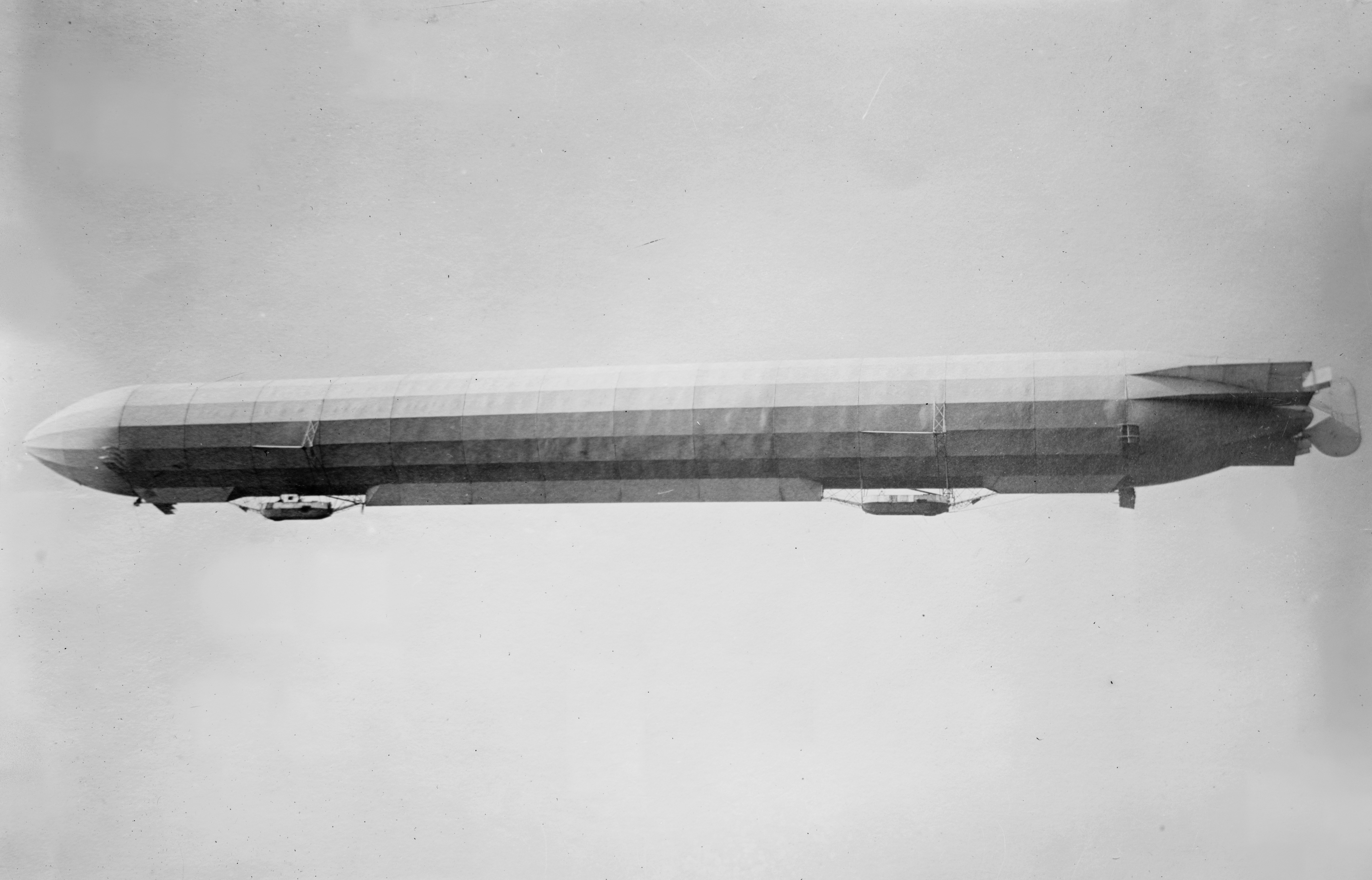
最早開發的飛行戰艦：德國齊柏林飛船

在冷戰時代中，由前蘇聯於1960年代中期所研究開發製造並實際運用於裏海區域的秘密武器翼地效應機，可以在海上加速到一定程度後藉由其機身設計和空氣力學之原理脫離海平面而維持一定高度的平穩飛行但高度又不會離海平面太多使其移動中可以不被其他國家船艦的聲納和雷達給查覺，外型上結合了飛機以及船艦的特點，龐大的機體內部空間和外部又可裝置和軍艦相同的武器系統以及雷達等設備，是目前人類所做出最接近飛行戰艦功能的移動工具。

- 齊柏林飛船

於二十世紀初期的歐洲地區，由德國的設計師斐迪南·馮·齊柏林伯爵所研發的一系列大型硬式飛船，原先最初的用途僅用於空中定期的商業用航線飛行，且以當年富有的階級為主。於第一次世界大戰時期由於其可長時間滯空飛行的能力加上其大於當年固定翼飛機的運量被軍方給看上，故開始了齊柏林飛船的軍用研發和量產等任務，在1914-1918年左右共計建造了至少100艘以上的德國海軍之軍用版飛船（最終統計數據為119艘），於戰爭期間多次橫越德國邊境後用來侵入法國領空對其重要都市和戰場前線進行偵查以及高空日、夜間轟炸等軍事任務，由於其強大的航程，一次大戰期間甚至可以越洋飛到英國本土進行轟炸任務，加上當年固定翼飛機才剛開始進入實戰運用，其搭載的武力無法有效的攔截齊柏林飛行船，故於戰爭初期創下豐碩戰果，直到戰爭後期因為飛機爬升性能的強化才退出正規轟炸改為騷擾轟炸，是歷史上最早的飛行戰艦。

## 於科幻作品中的飛行戰艦
- 天空之城

天空之城中登場的飛行戰艦－歌利亞號

日本動畫大師宮崎駿於1986年由吉卜力工作室所推出的動畫電影，於劇中出現由政府軍持有並搭載穆斯卡等人用以追擊主角和空賊朵拉一族以及前往拉普達島的大型軍用飛行戰艦「歌利亞號」即屬之，其外型即為齊柏林飛行船的軍用武裝版，因當年的電影票房和日後電視台多次重播的影響，成為許多人印象中飛行戰艦外型的經典代表，亦間接開啟了日後軍武相關科幻作品以及二次創作和各大網路科幻討論區的相關創作來源。
- 霍爾的移動城堡

日本動畫大師宮崎駿於2004年由吉卜力工作室所推出的另一部動畫電影，劇中的虛構國家史柏麗王國（ズベリー）和其鄰國因某些問題發生了戰爭（鄰國王子失蹤），於其中登場的空中戰鬥中無論是史柏麗王國或是鄰國均有使用飛行戰艦進行參戰的設定。
- 對某飛行員的追憶、獻給某飛行員的夜想曲和獻給某飛行員的戀歌

日本輕小說作品「飛行員」系列，因其世界設定中有一處具有極大高度落差瀑布的廣大海洋隔絕了該世界傳統船隻的往來（落差1300公尺），故於作品中登場的各大國軍隊出動時皆使用可以直接橫越該瀑布的飛行戰艦以及固定翼飛行器做為其移動之手段，戰艦部分從小型的驅逐艦，中型巡洋艦，到大型的戰艦和航空母艦都具備飛行，垂直起降和長時間停留於空中的功能。
- 最後流亡系列

日本電視動畫作品，其劇中各大國以及私人軍閥所屬的飛行戰艦外型和移動時之運作方式均不同，最為人所知的即為貫穿全作品的「銀之戰艦」。
- 英雄傳說 軌跡系列

日本Falcom公司所出品的單機角色扮演遊戲，於其中的多數作品之世界觀設定中有一種被稱作「導力飛行船」的交通工具，其軍用版本亦是一種飛行戰艦。
- 貓犬協奏曲和蒼空騎士～飛向CODA～

日本南夢宮萬代所發行的單機角色扮演遊戲，兩部作品均採用同一個世界觀和地理設定，在設定中因為所有的人（獸人）都居住在分佈在世界各大區域的空中島嶼上，各島嶼都市間之移動手段僅可使用飛行船，當中的某些組織（貓犬協奏曲的盜賊黑貓團，蒼空騎士的敵對組織庫巴斯）亦有使用空中戰艦的設定。
- 空戰奇兵 6：邁向解放的戰火（日语：エースコンバット6 解放への戦火）

由日本南夢宮萬代於2007年在Xbox 360遊戲主機上所推出的空戰射擊遊戲，於遊戲中所登場的敵對國Estovakia聯邦軍隊所屬超大型虛構飛行兵器P-1112 Aigaion重巡航管制機即是一種飛機外型的空中戰艦兼可收納一整群戰鬥機中隊的空中航母。
- 天空霸者Z

是日本漫畫家宇野比呂士的長篇科幻漫畫作品，在日本一系列軍武相關題材中少數以「飛行戰艦」為主軸的作品，除了主角龍崎天馬所搭乘的Z艦（Kaiser Zeppelin）之外，於作品中的納粹德國還開發了G艦以及最終登場的千年王國號（M艦），而作品中取得相關技術的同盟國大日本帝國亦有開發海軍專屬的飛行戰艦Y（空中戰艦型大和號）。而作為主角活躍舞台的Z艦，其外型與宮崎駿作品天空之城中的歌利亞號非常接近，但差異在於武裝更加強大且搭載有艦首重力砲外，還具備從艦身飛行甲板直接發進戰鬥機的功能。
- 戰鬥妖精雪風

是日本GONZO DIGIMATION製作的OVA動畫作品，原著是神林長平所著的同名科幻小說集，於劇中出現的Banshee報喪女妖級核動力空中航空母艦也是一種飛機（飛行翼）外型的巨大飛行戰艦，一樣具備搭載和發進戰鬥機的能力以及超長時間的滯空功能。
- 戰地風雲2142

為瑞典遊戲公司Digital Illusions CE（简称DICE）製作的第一人称射击游戏，於遊戲中所登場的飛行戰艦是「泰坦」，遊戲中的兩個超級大國均具有大量泰坦，歐洲聯盟的泰坦是MK-1泰坦而泛亞聯盟的則是2式泰坦。雙方的泰坦具有巨大、重裝甲和武裝的特點，還擁有強大得足以抵抗所有武器攻擊的防護力場。雙方的泰坦同樣具有4門對地炮和2門防空機炮，以及在前方頂部的飞行甲板和後方的貨物裝載甲板。底部具有4台懸浮裝置以維持滯空。泰坦內具有四組泰坦控制台和供應全艦能源的泰坦核心。在泰坦模式中，雙方隊伍的任務目標是摧毀敵方的泰坦。